# Constitución Política del Estado de Hidalgo
La Constitución Política del Estado de Hidalgo es el ordenamiento jurídico que establece la integración del Estado de Hidalgo al pacto federal de los Estados Unidos Mexicanos y legitima los poderes estatales. Reconoce que el estado es democrático, republicano, representativo, popular y participativo y está formado por 84 municipios, declara a la ciudad de Pachuca de Soto como capital del estado y establece la división del poder público del estado en Legislativo, Ejecutivo y Judicial a la vez que define a quienes se consideran ciudadanos hidalguenses y sus derechos humanos. La constitución cuenta con 159 artículos.

## Historia
El estado de Hidalgo fue erigido el 16 de enero de 1869; durante el gobierno provisional encabezado por Juan C. Doria, estuvo vigente la Constitución Política del Estado de México. El 2 de mayo de 1869 se realizaron las primeras elecciones estatales en Hidalgo; y el 16 de mayo se instaló el primer Congreso Constitucional, que era además constituyente, el cual quedó integrado por once diputados. La primera Constitución Política del Estado de Hidalgo, fue promulgada el 21 de mayo de 1870; contó con 118 artículos y 4 transitorios.
El 15 de septiembre de 1894, a través del Decreto 669 se reformó la Constitución de 1870, de acuerdo con lo establecido en el artículo 112 que otorgaba atribución a los diputados para realizar cambios en su contenido. La XXV Legislatura emitió una nueva reforma con base en las atribuciones conferidas en el artículo 105 de la Constitución de 1894, por lo que en dos publicaciones realizadas el 1 y 8 de octubre de 1920 se promulga la actual Constitución.

## Estructura

### Títulos
La Constitución de Hidalgo está integrada de la siguiente forma:
- Título 1. Estructura política fundamental.
- Título 2. De las garantías individuales y sociales.
- Título 3. De la población. 
  - Capítulo I. De los habitantes del Estado.
  - Capítulo II. De los hidalguenses.
  - Capítulo III. De los ciudadanos hidalguenses
- Título 4. Del territorio del Estado.
- Título 5. De la soberanía y de la reforma de Gobierno.
- Título 6. De los poderes del Estado. 
  - Capítulo I. Del Poder legislativo.
  - Capítulo II. Del Poder ejecutivo.
  - Capítulo III. Del Poder judicial.
- Título 7. Del patrimonio y la Hacienda pública del Estado.
  - Capítulo I. Del patrimonio.
  - Capítulo II. De la Hacienda pública.
- Título 8. De la justicia delegada del tribunal fiscal administrativo.
- Título 9. De los municipios. 
  - Capítulo I. Del municipio libre.
  - Capítulo II. De la creación y supresión de Municipios.
  - Capítulo III. Del Gobierno Municipal.
  - Capítulo IV. DEl patrimonio y de la Hacienda Municipal.
  - Capítulo V. De las funciones y servicios públicos Municipales.
  - Capítulo VI. De las bases de funcionamiento de la Administración pública Municipal.
  - Capítulo VII. De las facultades y obligaciones de los titulares del Gobierno Municipal.
- Título 10. De la responsabilidad de los Servidores Públicos.
- Título 11. Prevenciones generales.
- Título 12. De la reforma e inviolabilidad de la Constitución.

### Transitorios
- Primero.- Esta Constitución se protestara con toda solemnidad en todo el Estado, quedando derogada desde luego la anterior, así como sus adiciones y reformas.
- Segundo.- En tanto se expidan las leyes orgánicas relativas, continuaran rigiendo en el Estado, las vigentes en la actualidad así como los decretos y reglamentos que no se opongan a la presente Constitución ni a la General de 5 de febrero de 1917.
- Tercero.- El período Constitucional de la actual Legislatura, terminara el último día de febrero de 1921; el del Gobernador, el 31 de marzo del mismo año y el de los Magistrados del Superior Tribunal de Justicia, el 4 de mayo de 1923.
- Cuarto.- Para las próximas elecciones de Gobernador del Estado, no regirá lo dispuesto por las fracciones III y IV del artículo 48 de esta Constitución. Por esta sola vez, podrán ser electos Gobernador del Estado, los militares y funcionarios comprendidos en estas disposiciones, siempre que se hayan separado de sus respectivos puestos, los primeros y de todo servicio los segundos, a más tardar treinta días después de promulgada esta Constitución.